# 优呫吨酮
优呫吨酮（化学名：1,7-二羟基呫吨酮）是一种有机化合物，分子式C13H8O4，属于呫吨酮类化合物，可由龙胆酸、2,4-二羟基苯甲酸、乙酸酐合成。
其天然存在于远志、尾叶远志等植物中。其分子中1号羟基和9号羰基可以与金属离子络合。而且其本身为大共轭平面分子，可以与DNA碱基对发生π-π堆积作用。